# Rémi Brague
Rémi Brague (Pariz, 8. rujna 1947) francuski filozof i povjesničar filozofije. Član je Francuskog instituta.
Postao je poznat po djelu Europa, rimski put objavljenom 1992. te po svojim esejima o kršćanskoj religiji. Njegovo trenutno istraživanje usredotočeno je na dugu povijest ideja i usporedbu između kršćanstva, judaizma i islama.

## Životopis

### Mladost i obrazovanje
Rémi Brague izgubio je oca u dobi od jedne godine. Ubijen je tijekom rata u Indokini.
Godine 1967. bio je student École Normale Supérieure, a 1971. završio je agregaciju iz filozofije. Godine 1976. obranio je doktorsku disertaciju pod mentorstvom Pierrea Aubenqua. Godine 1986. obranio je nacionalnu disertaciju pod mentorstvom istog profesora.
Bio je stipendist Zaklade Alexander von Humboldt, Instituta Thomas na Sveučilištu u Kölnu 1987. – 1988.

### Karijera
Stručnjak je za arapsku i židovsku srednjovjekovnu filozofiju i poznavatelj starogrčke filozofije. Predaje grčku i arapsku filozofiju.
Profesor je emeritus na Sveučilištu Paris 1 Panthéon-Sorbonne. Do 2012. predavao je filozofiju europskih religija na Sveučilištu Ludwig Maximilian u Münchenu, gdje i danas drži katedru Romano Guardini. Bio je i gostujući profesor na Bostonskom sveučilištu (SAD).
U travnju 2011. raspravljao je s antropologom religija Malekom Chebelom na konferenciji koju je organizirao Institut d'études politiques o povijesti dijaloga između kršćanstva i islama.
U 2014. održana je katedra Étienne Gilson.

### Članstvo u akademijama
Godine 2009. Rémi Brague postao je član Katoličke akademije Francuske.
Član je Europske akademije znanosti i umjetnosti, Akademije moralnih i političkih znanosti, izabran 7. prosinca 2009. u mjesto Jean-Marie Zemba te dopisni član Akademije znanosti u Göttingenu.
Danas je član savjetodavnog odbora Instituta Thomas-More.

## Djela
Njegovo je područje istraživanja vrlo široko: iako je službeno specijalist za srednjovjekovne židovske i arapske filozofije, prvo je proučavao grčku filozofiju; prvo Platona, zatim Aristotela. Njegov treći ciklus radova bavio se Platonovim Menonom (objavljenim pod naslovom Le Remnant). Državna doktorska disertacija je studija Aristotelova pojma svijeta. Kasnije se njegovo istraživanje usredotočilo na arapski, židovski i latinski srednji vijek. Objavio je radove o svetom Bernardu, Raziju i Majmonidu. Rémi Brague također je komentator Heideggerovih djela i stručnjak za Lea Straussa.
Djelo koje ga je izbacilo iz okvira učenog filozofskog stručnog rada je Europa, rimski put, prevedeno na više jezika. Njegov sadašnji rad razvija se po analogiji s triptihom. Najprije se raspravlja o konceptu svijeta (La Sagesse du monde), zatim povijesnim prikazom Božjeg zakona (la Loi de Dieu); a treći svezak (Le Règne de l'homme) bavi se načinima na koje se čovjek kroz povijest pokušavao emancipirati od prirode i Boga.

## Priznanja

### Počasti i nagrade
- Vitez Legije časti[12]
- Vitez Reda Akademskih palmi[6]
- Časnik Nacionalnog reda za zasluge[6]
- Reinachova nagrada Udruženja za grčke studije, 1988.[6]
- Brončana medalja CNRS, 1988
- Nagrada Grammaticakis-Neumann Akademije moralnih i političkih znanosti, 1988.
- Nagrada Alexandre-Papadopoulo Akademije moralnih i političkih znanosti, 1999.
- Nagrada Lucien-Dupont Akademije moralnih i političkih znanosti, 2005.[6]
- Nagrada Basilicata, 2008.[13]
- Nagrada Josef Pieper, 2009
- Velika nagrada za filozofiju Francuske akademije, 2009.[14]
- Ratzingerova nagrada 19. listopada 2012.[15]

### Počasni doktorati
- Počasni doktorat Papinskog sveučilišta Ivana Pavla II. u Krakovu[6]
- Počasni doktor Sveučilišta CEU San Pablo[6]